# Clubiona modesta
Clubiona modesta este o specie de păianjeni din genul Clubiona, familia Clubionidae, descrisă de L. Koch, 1873.
Este endemică în Queensland. Conform Catalogue of Life specia Clubiona modesta nu are subspecii cunoscute.